# Director’s Cut (album)
Director's Cut – album Kate Bush, wydany w 2011 roku. Zawiera nowe wersje utworów z albumów The Sensual World i The Red Shoes. Wokal główny i sekcja perkusji zostały nagrane na nowo, częściowo także zmieniły się wokale wspomagające.
Singlem promocyjnym został utwór Deeper Understanding, który miał premierę 5 kwietnia 2011.
16 maja 2011 płyta została wydana w Wielkiej Brytanii i reszcie Europy oraz w Azji. 30 maja tego samego roku pojawiła się w sprzedaży w Stanach Zjednoczonych i Kanadzie.

## Lista utworów
Lista utworów na: CD, podwójnej płycie gramofonowej i wydaniu digital download.
1. "Flower of the Mountain" - 5:15
2. "Song of Solomon" - 4:44
3. "Lily" - 4:04
4. "Deeper Understanding" - 6:32
5. "The Red Shoes" - 4:57
6. "This Woman's Work" - 6:29
7. "Moments of Pleasure" - 6:31
8. "Never Be Mine" - 5:04
9. "Top of the City" - 4:23
10. "And So is Love" - 4:20
11. "Rubberband Girl" - 4:35

## Lista utworów - box set
Ukazała się również edycja w postaci box setu 3CD:
| CD1 (Director's Cut): 1. "Flower of the Mountain" 2. "Song of Solomon" 3. "Lily" 4. "Deeper Understanding" 5. "The Red Shoes" 6. "This Woman's Work" 7. "Moments of Pleasure" 8. "Never Be Mine" 9. "Top of the City" 10. "And So Is Love" 11. "Rubberband Girl" | CD2 (The Sensual World): 1. "The Sensual World" 2. "Love and Anger" 3. "The Fog" 4. "Reaching Out" 5. "Heads We're Dancing" 6. "Deeper Understanding" 7. "Between a Man and a Woman" 8. "Never Be Mine" 9. "Rocket's Tail" 10. "This Woman's Work" 11. "Walk Straight Down the Middle" | CD3 (The Red Shoes – remaster): 1. "Rubberband Girl" 2. "And So Is Love" 3. "Eat the Music" 4. "Moments of Pleasure" 5. "The Song of Solomon" 6. "Lily" 7. "The Red Shoes" 8. "Top of the City" 9. "Constellation of the Heart" 10. "Big Stripey Lie" 11. "Why Should I Love You" 12. "You're the One" |